# Kleidotoma truncata
Kleidotoma truncata är en stekelart som beskrevs av Cameron 1889. Kleidotoma truncata ingår i släktet Kleidotoma, och familjen glattsteklar. Arten är reproducerande i Sverige.